# Казыбекбийский район (Караганда)
Казыбекби́йский райо́н, официально — район имени Казыбек би города Караганды (до 2001 — Советский район) — административно-территориальная единица в южной части города Караганда. Культурный и деловой район города. Образован в 1932 году.

## История
До 1997 года в городе Караганде было пять районов: Ленинский, Советский, Кировский, Октябрьский и Железнодорожный. 23 мая 1997 года произошло объединение Ленинского и Советского районов. Новый район был назван Советским районом. 14 марта 2001 года решением Правительства Республики Казахстан Советский район был переименован в район имени Казыбек би.

## Предприятия
На территории района расположены крупные предприятия города, три из которых входят в число восьми системообразующих предприятий Карагандинской области на предмет мониторинга казахстанского содержания: АО «Конфеты Караганды», АО ИП «Эфес Караганда пивоваренный завод» и АО «Евразиан Фудс».

## Деление
Неофициально делится на: Юго-Восток и Новый город, а также ряд более мелких — Михайловка, Фёдоровка, Кирзавод, Большая Михайловка.

## Акимы
1. Салимбаева, Алмагуль Аманжоловна (март 2005 — февраль 2006)[3]
2. Карибеков, Маргулан Сибирьевич (2006 — 21 марта 2007)[4]
3. Санаубаров, Абайдильда Кушенович (03.2007 — 04.2008)
4. Егемберды, Ергали Куандыкулы (2008—2009)[5]
5. Аубакиров, Нурлан Ерикбаевич (04.2009-09.2010)[6]
6. Отаров, Ержан Баймуканович (09.2010 — 10 мая 2011)
7. Искаков, Жанат Маратович (05.2011 — 06.2013)
8. Кабжанов, Рустем Хайруллович (01.07.2013 — 27.11.2014)
9. Шатохина, Татьяна Николаевна (27 ноября 2014 — 20 декабря 2019)
10. Камалиев, Мурат Тлеубекович (20.12.2019)
11. Рыстин, Нурлан Болатович (01.2020 — 04.2022)
12. Дюсетаев, Эльдар Серикович (с 12.04.2022 — 11.04.2023)
13. Оспанов, Ералы Серикович (с 26.04.2023г)[7]